# Erp lutande
Erp lutande (Erpr lútandi) var en norsk furstelovskald från 700-talet, som var morfar (eventuellt svärfar) till den mytiske skalden Brage Boddason från Agder. Ingenting av Erps diktning har dock bevarats.
Enligt Skáldatal var Erp hirdskald hos två svenska kungar: Östen bele (Eysteinn beli) och Björn på Håga (Bjǫrn at Haugi). En kryptisk fotnot i samma källa lägger dock till en tredje kung: Hundkungen Saur (Saurr konungshundr). Enligt den kortfattade texten skulle Erp ha begått ett dråp på en helig plats och därför dömts att mista livet, men han räddade sig genom att dikta en lovdrapa om denne konung Saur. Det skulle alltså ha rört sig om en huvudlösendrapa (hǫfuðlausn) av samma slag som Erps dotterson (?) Brage vid 800-talets början diktade till Björn på Håga.

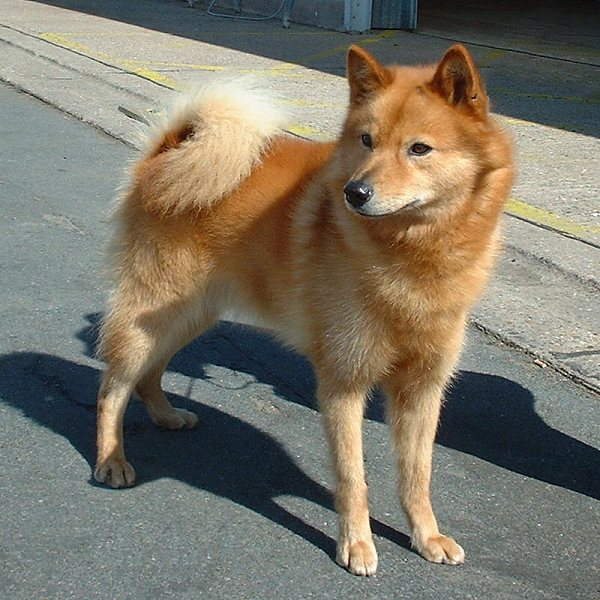
Spets

Saur var en hund, förmodligen av rasen spets, som Östen den onde (Eysteinn illi) tillsatte som regerande vasallkonung över vissa fylken i Trondheimsområdet. Hunden fick dock hjälp med de rent praktiska regeringsbestyren av särskilt tillsatta hovmän. Snorre Sturlasson skriver om detta: "Ett halsband gjordes åt honom och koppel av silver och guld. Så snart det var smutsigt väglag bar honom hirdmännen på sina axlar. Ett högsäte var rett åt honom och han satt på hög som konungar gör och bodde på Inre Ön och hade sitt säte där det nu heter Saurshög."
Hunden Saurs regering varade inte längre än i tre år. Om han haft fler hirdskalder än Erp lutande är inte känt.